# Lycodryas maculatus
Lycodryas maculatus es una especie de serpientes de la familia Lamprophiidae.
Es endémica de las islas de Mayotte y Anjouan, en las Comoras.
Se encuentra amenazada por la pérdida de su hábitat natural.